# جمله (موسیقی)

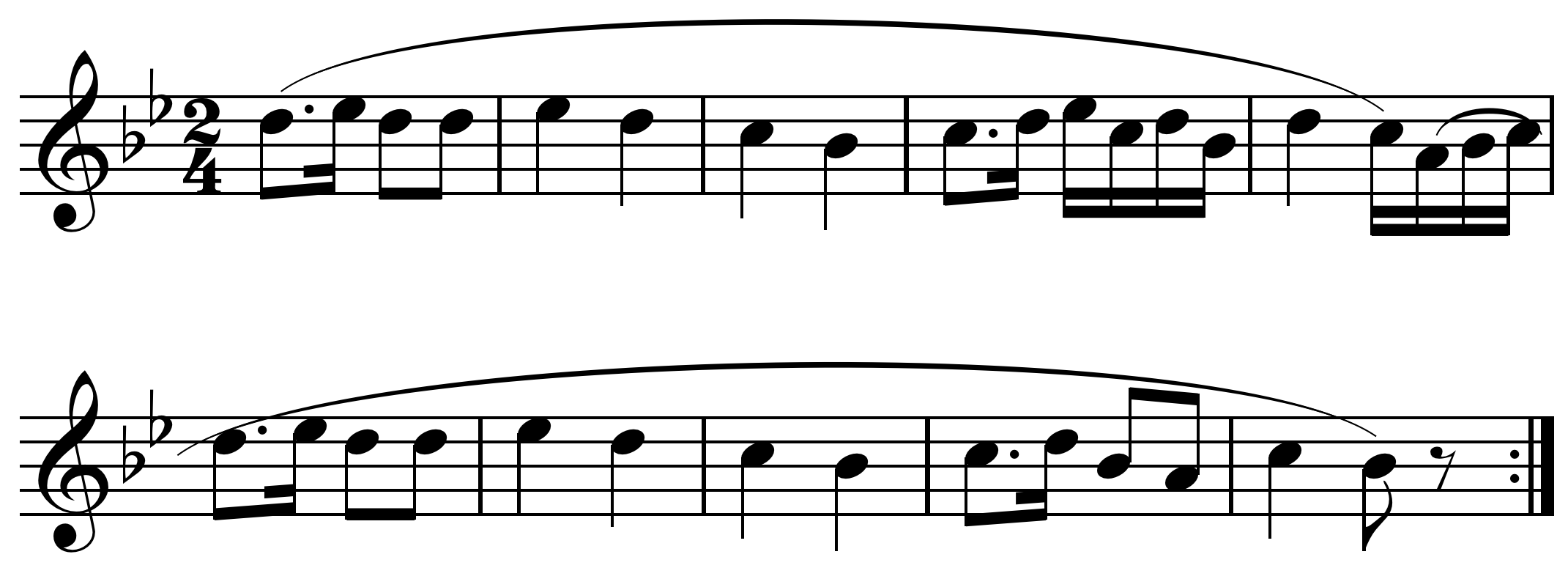
جمله‌ای متشکل از فرازهایی با پنج میزان در قطعهٔ فلدپارتیتا از جوزف هایدن

در موسیقی، اصطلاح جمله که گاه به آن عبارت یا پریود (فرانسوی: period‎) هم گفته می‌شود، به نوعی ساختارهای تکرار شونده در فرم موسیقی گفته می‌شود. هر جمله معمولاً متشکل از دو فراز است.

## مثال
اگر یک دوبیتی با موسیقی همراه شود، به ملودی هر مصراع یک فراز می‌گوییم. فرازها معمولاً خود دارای دو قسمت مبتدا (سؤال) و خبر (جواب) هستند. درون هر فراز اجزای موسیقایی کوچک‌تری می‌توان یافت که به آن‌ها موتیف می‌گوییم. دو یا چند فراز که به هم وصل شده‌اند را یک جمله می‌نامیم. فرازها ممکن است دو تا چند میزان باشند ولی بیشترشان چهار میزان دارند. فرودی که در انتهای هر فراز اجرا می‌شود معمولاً یک فرود کاذب است، اما فرودی که در پایان یک جمله اجرا می‌شود کامل است.پریود چندین نوع دارد که متداول ترین آنها پریود  دو جمله ای نامیده میشود که متشکل است از دو جمله که جمله ی اول توسط کادانسی ناقص به اتمام می‌رسد و جمله ی دوم با کادانس کامل پریود را به اتمام میرساند.
پریود خود در موسیقی فرمی مستقل است که میتواند ساختمان فرم های دیگری مانند فرم دوتایی را تشکیل دهد.